# Sassari Calcio Latte Dolce
Il Sassari Calcio Latte Dolce, meglio noto come Latte Dolce è una società calcistica italiana con sede nel quartiere Latte Dolce a Sassari.

## Storia
La società venne fondata nel 1971 con il nome di Associazione Latte Dolce, ed è la seconda società di Sassari.
Raggiunge per la prima volta nella sua storia la serie D nel 2013.

## Colori e simboli

### Colori
I colori tradizionali del Latte Dolce sono il blu, il bianco e l'azzurro.

## Palmarès

### Competizioni regionali
- Eccellenza: 2

2015-2016, 2022-2023
- Promozione: 2

2005-2006 (girone B), 2011-2012 (girone B)

## Statistiche e record

### Partecipazioni ai campionati
Nazionali
| Livello | Categoria | Partecipazioni | Debutto   | Ultima stagione | Totale |
| ------- | --------- | -------------- | --------- | --------------- | ------ |
| 4º      | Serie D   | 10             | 2012-2013 | 2025-2026       | 10     |

Regionali
| Livello | Categoria         | Partecipazioni | Debutto   | Ultima stagione | Totale |
| ------- | ----------------- | -------------- | --------- | --------------- | ------ |
| I       | Eccellenza        | 7              | 2001-2002 | 2021-2022       | 7      |
| II      | Promozione        | 13             | 1996-1997 | 2011-2012       | 16     |
| II      | Prima Categoria   | 3              | 1988-1989 | 1990-1991       | 16     |
| III     | Prima Categoria   | 5              | 1991-1992 | 1995-1996       | 8      |
| III     | Seconda Categoria | 3              | 1981-1982 | 1987-1988       | 8      |
| IV      | Terza Categoria   | 8              | 1973-1974 | 1980-1981       | 8      |